# Grand Prix 4
 (juillet 2017).
Si vous disposez d'ouvrages ou d'articles de référence ou si vous connaissez des sites web de qualité traitant du thème abordé ici, merci de compléter l'article en donnant les références utiles à sa vérifiabilité et en les liant à la section « Notes et références ».
Grand Prix 4 (ou Geoff Crammond's Grand Prix 4) est le dernier volet d'une série de jeux vidéo développés par Geoff Crammond. Sorti en septembre 2002 sur PC, il fut initialement prévu puis annulé sur Xbox. Il reste à ce jour le meilleur jeu de simulation de Formule 1 dans l'esprit de beaucoup de joueurs.
Distribué par Microprose avant que le label ne soit racheté par Infogrames, il semble bien que Grand Prix 4 soit le dernier opus de cette série. Cela n'est pas autant dû à un succès commercial plus ou moins réussi qu'au fait que la société originelle de la série a été fermée.
Le plus sérieux concurrent de Grand Prix 4 est développé par Electronic Arts. Il s'agit de la série comprenant F1 2002 et F1 Challenge. Néanmoins, la série a été arrêtée elle aussi après l'achat par Sony de la licence officielle des saisons de Formule 1 pour une longue durée, ce qui a mis un frein au développement de jeux de F1.

## Accueil
- Jeux vidéo Magazine : 16/20[1]